# Porvoo
Porvoo (švedsko Borgå) je mesto na južni obali Finske. Leži ob delti reke Porvoonjoki, okoli 50 kilometrov vzhodno od Helsinkov. Porvoo leži v vzhodnem delu regije Uusimaa. Prebivalcev Porvooja je približno 51.000, medtem ko ima podregija približno 59.000 prebivalcev. Je 19. najbolj naseljena občina na Finskem in 15. najbolj naseljeno mestno območje v državi.
Porvoo je bilo eno od šestih srednjeveških mest na Finskem, skupaj s Turkujem, Ulvilo, Raumo, Naantali in Viborgom, in je prvič omenjeno kot mesto v besedilih iz 14. stoletja. Porvoo je sedež švedsko govoreče škofije Borgå Evangeličansko-luteranske cerkve Finske. Na kratko je služil kot glavno mesto nekdanje vzhodne regije Uusimaa.
Staro mestno jedro Porvooja (finsko Porvoon vanhakaupunki; švedsko Borgås gamla stan) je priljubljena turistična destinacija, znana po dobro ohranjenih stavbah iz 18. in 19. stoletja ter stolnici iz 15. stoletja. Staro mesto in dolina reke Porvoonjoki sta skupaj priznana kot ena od nacionalnih pokrajin Finske.

## Zgodovina
Območje Porvooja je bilo poseljeno že v kameni dobi. V prazgodovini je bila reka Porvoonjoki trgovska pot za finsko pleme Tavastijcev, ki je v glavnem naseljevalo notranja območja. Tavastijci so imeli na tem območju tudi nekaj stalnih naselbin, kot je vas Hattula (kasneje Strömsberg), ki je dobila ime po vasi Tavastian v notranjosti. Prvotno ime reke Porvoonjoki je bilo verjetno Kukinjoki. Ime izhaja iz imena trgovske ladje cog, ki je bila običajna trgovska ladja v Baltskem morju v srednjem veku. Zgodnje središče območja je bila Saksala, kar pomeni 'kraj Nemcev' in izhaja iz trgovcev, ki so trgovali v Saksali.
Porvoo so v 13. in 14. stoletju kolonizirali Švedi po tako imenovani drugi križarski vojni proti Tavastijcem v letih 1249–1250. Kolonizacijo sta vodili Katoliška cerkev in Kraljevina Švedska. Kolonisti so izvirali iz Svealanda in so bili oskrbljeni s semeni, govedom in oprostitvijo davkov za štiri leta.
Najstarejše znane pisne omembe Porvooja so iz zgodnjega 14. stoletja. Okoli leta 1380 je Porvoo postal tretje mesto na Finskem, ki je dobilo uradne mestne pravice, po Turkuju leta 1229 in Ulvili leta 1365. Vendar pa naj bi bilo ustanovljeno že leta 1347, zaradi česar bi bilo drugo najstarejše za Turkujem. Zaradi povečanja ozemlja in izgube ladijskega dostopa je Ulvila leta 1558 izgubila mestne pravice do bližnjega Porija.
Ko je Švedska leta 1721 izgubila mesto Viborg v korist Rusije, je bil škofovski sedež leta 1723 prestavljen v Porvoo. Takrat je bil Porvoo drugo največje mesto na Finskem.
Leta 1760 sta v požaru do tal zgoreli približno dve tretjini vseh stavb v Porvooju. Pri prezidavi mestna zasnova ni bila spremenjena, temveč so na obstoječih srednjeveških temeljih zgradili nove stavbe.
Leta 1809, ko je finsko ozemlje Švedski odvzela Rusija, je bila v Porvooju sklicana skupščina, na kateri je bila Finska prepoznana kot avtonomno veliko vojvodstvo. Skupščina v Porvooju leta 1809 je bila mejnik v zgodovini Finske, saj je car Aleksander I. Ruski Finsko naredil za avtonomno Veliko vojvodstvo. Leta 1923, šest let po osamosvojitvi Finske, je nekdanjo škofijo Viborg, ki je delovala v Porvooju, nadomestila sedanja švedsko govoreča škofija Evangeličansko-luteranske cerkve Finske, škofija Porvoo.
Porvoo Common Statement je poročilo, izdano ob zaključku teoloških pogovorov uradnih predstavnikov štirih anglikanskih cerkva ter osmih nordijskih in baltskih luteranskih cerkva v letih 1989–1992. Ustanovil je porvoško občestvo, tako imenovano po porvoški stolnici, kjer se je obhajala evharistija zadnjo nedeljo pogovorov, ki so privedli do izjave.
Staro mesto Porvoo je bilo uradno opuščeno in novo mesto Porvoo je bilo ustanovljeno leta 1997, ko sta se združila mesto Porvoo in podeželska občina Porvoo.
Približno dve tretjini prebivalcev je govorcev finščine in slaba tretjina govorcev švedščine.

## Urbani razvoj

### Staro mestno jedro
Mesto je znano po svojem starem mestu (Vanhakaupunki v finščini, Gamla Stan v švedščini), gostem srednjeveškem uličnem vzorcu s pretežno lesenimi hišami iz 17. in 18. stoletja. Staro mestno jedro je bilo v 19. stoletju skoraj porušeno z novim urbanističnim načrtom za mesto, vendar je bil načrt preklican zaradi ljudskega odpora, ki ga je vodil grof Louis Sparre. Zaradi potrebe po rasti je bil predviden načrt za novo mesto, zgrajeno ob starem mestnem jedru, po mrežnem načrtu, vendar s hišami, zgrajenimi tudi iz lesa. Jokikatu (na vzhodni strani reke Porvoonjoki) je ena od ulic za pešce v Porvooju in tako kot druge podobne ulice v starem mestnem jedru vključuje tudi različne restavracije, kavarne, starinarnice in druge trgovine.
Osrednja točka starega mestnega jedra je srednjeveška stolnica Porvoo iz kamna in opeke. Stolnica je dala ime Porvoo Communion, medcerkvenemu sporazumu med številnimi anglikanskimi in luteranskimi veroizpovedmi. Spominja na podobno stare cerkve po vsej Finski, kot je cerkev sv. Lovrenca, Vantaa, saj jih je zasnoval isti človek, anonimni nemški arhitekt Pernajan mestari. Tu prebiva škofija Borgå, ki združuje švedsko govoreče luteranske kongregacije. Cerkev je pogorela 5-krat. Zadnji požar se je zgodil 29. maja 2006; streha je bila popolnoma uničena, notranjost pa je v veliki meri nedotaknjena. Pijani mladenič je zanetil ogenj v cerkvi, ne da bi vedel za nedavna dela s katranom in bližnje posode za katran, kar je pomotoma povzročilo velik požar. Kasneje je bil obsojen na kratko zaporno kazen in povračilo 4,3 milijona evrov.
Staro mestno jedro je pomemben vir turizma na tem območju. Obiskovalci prestolnice Helsinki se lahko odpravijo na dnevne izlete, da obiščejo staro mesto. Staro mestno jedro gosti tudi različne dogodke, kot je letni božični sejem.

### Poznejši razvoj
Do konca 20. stoletja je obstajal pritisk za razvoj v bistvu nedotaknjene zahodne strani reke. Obstajala je zaskrbljenost, da bo zaradi rasti potrebna gradnja drugega mostu čez reko v mesto, kar bo dodatno obremenilo starajoče se leseno mesto. Leta 1990 je bil izveden arhitekturni natečaj, na katerem je zmagovalni projekt predlagal gradnjo drugega mostu. Načrti za zahodno stran reke so napredovali pod vodstvom arhitekta Tuomasa Siitonena in zgrajena sta bila tako most za vozila kot most za pešce. Zasnova novih stanovanj temelji na tipologiji, ki izhaja iz starih skladišč na nasprotni strani reke. Še ena novost vključuje izgradnjo velikega poslovnega parka, imenovanega Kraljeva vrata (finsko Kuninkaanportti, švedsko Kungsporten), ki je v izgradnji.
Železniška postaja Porvoo nima redne železniške povezave, vendar ob poletnih koncih tedna vozijo posebni muzejski vlaki iz Kerave (bodisi s parnimi lokomotivami ali nekdanjimi dizelskimi vagoni VR iz 1950-ih).
Nov hotel, imenovan Runo Hotel, je bil odprt v starem mestnem jedru Porvooja 31. maja 2021.

## Gospodarstvo
Leta 2011 je bilo v Porvooju 20.312 delovnih mest, razdeljenih na naslednji način: primarna proizvodnja 1,6 odstotka, predelava 32,5 odstotka in storitve 64,7 odstotka. Decembra 2012 je bila stopnja brezposelnosti v Porvooju 8,4-odstotna v primerjavi s povprečjem 10,7-odstotna v preostali državi. Takrat je bilo v mestu 3389 poslovnih lokacij. Po podatkih Finske statistike je bilo v letih 2009–2013 v Porvooju ustanovljenih več podjetij, kot jih je bilo zaprtih, število podjetij pa se je vsako leto povečalo za približno 140. Glede na raziskavo preživetja Eastern Uusimaa je bilo leta 2013 v regiji Porvoo nekaj velikih podjetij in nekaj srednje velikih podjetij, vendar je bila večina (86 odstotkov) podjetij z manj kot petimi zaposlenimi.
Leta 2014 so bili največji delodajalci v Porvooju Neste (2000 delovnih mest v Porvooju), Borealis Polymers (962), Ensto (430), Viessman Refrigeration Systems (414), Varuboden-Osla (300) in Bilfinger Industrial Services Finland (299).
Satakuntaliitto's Satamittari vsako leto meri konkurenčnost finskih regij. Leta 2012 je bila regija Porvoo na prvem mestu. Leta 2013 je bilo vključenih 70 podregij, ki so bile ocenjene s šestimi dejavniki: produktivnost dela, stopnja zaposlenosti, inovativnost, stopnja izobrazbe, poslovna dinamika in industrijska prevlada. Regija Porvoo se je uvrstila na četrto mesto za Vaaso, Helsinki in Tamperejem. Produktivnost dela in industrijska intenzivnost regije sta bili najvišji na Finskem, vendar sta bili tudi stopnja zaposlenosti in stopnja izobrazbe na najvišji ravni.

## Kultura

### Hrana
Znano porvoško poslastico, torto Runeberg, je razvil lokalni slaščičarski mojster, za zajtrk pa naj bi jih jedel J. L. Runeberg. Tudi Fredrika Runeberg, žena narodnega pesnika, je svojemu možu pripravila torte iz snovi, ki so se slučajno znašle v omarah: pšenice in drobtin, piškotnih drobtin, mandljev, jabolčne marmelade in sladkorja.
Poleg torte Runeberg je bila druga župnijska jed v Porvooju v 1980-ih sled na žaru s čebulnimi obročki in koprom. Pellinkijeva ribja juha in koprivna juha sta bili izbrani za glavni jedi porvoškega podeželja.
Porvoo je znan tudi po lokalnih tovarnah slaščic in sladoleda, med katerimi sta najbolj opazni tovarna čokolade Brunberg in stara tovarna sladoleda Porvoo (Vanhan Porvoon Jäätelötehdas).

## V popularni kulturi
V britansko-ameriškem vohunskem filmu Billion Dollar Brain iz leta 1967 se majhen del zapleta odvija v Rigi, glavnem mestu Latvije, ki je dejansko posnet v Porvooju.
Tudi ameriški film Šakal iz leta 1997 vsebuje prizore, ki prikazujejo Rusijo, ki so delno posneti v Porvooju.
V Disney+ seriji Loki iz leta 2021 je Porvoo naveden kot lokacija, kamor je bila poslana naprava za ponastavitev časa.